# كيفن هاغ
كيفن هاغ هو سياسي نيوزيلندي، ولد في 18 مارس 1960 في ألدرشوت في المملكة المتحدة. نشط حزبياً في حزب الخضر في أوتياروا. وقد انتخب عضو مجلس النواب النيوزيلندي ‏ (8 نوفمبر 2008 – ).